# Musculus depressor anguli oris
De musculus depressor anguli oris of driehoekige kinspier is een spier die zijdelings ligt van de musculus depressor labii inferioris. De precieze oorsprong is de basis mandibulae onder het foramen mentale. Hij is aangehecht aan de onderlip,, de wang zijdelings van de mondhoek en de bovenlip. Deze spier trekt de mondhoeken naar beneden en achteren om een 'grimas' te trekken. De musculus depressor anguli oris wordt geïnnerveerd door de nervus facialis.